# ريج بارنت
ريج بارنت (بالإنجليزية: Reg Barnett) هو دراج بريطاني، ولد في 15 أكتوبر 1945 في لندن في المملكة المتحدة.

## وصلات خارجية
- ريج بارنت على موقع أرشيف الدراجات (الإنجليزية)
- ريج بارنت على موقع إحصائيات الدراجات الإحترافية (الإنجليزية)
- ريج بارنت على موقع أوليمبيديا (الإنجليزية)